# Bicicleta con transmisión por correa

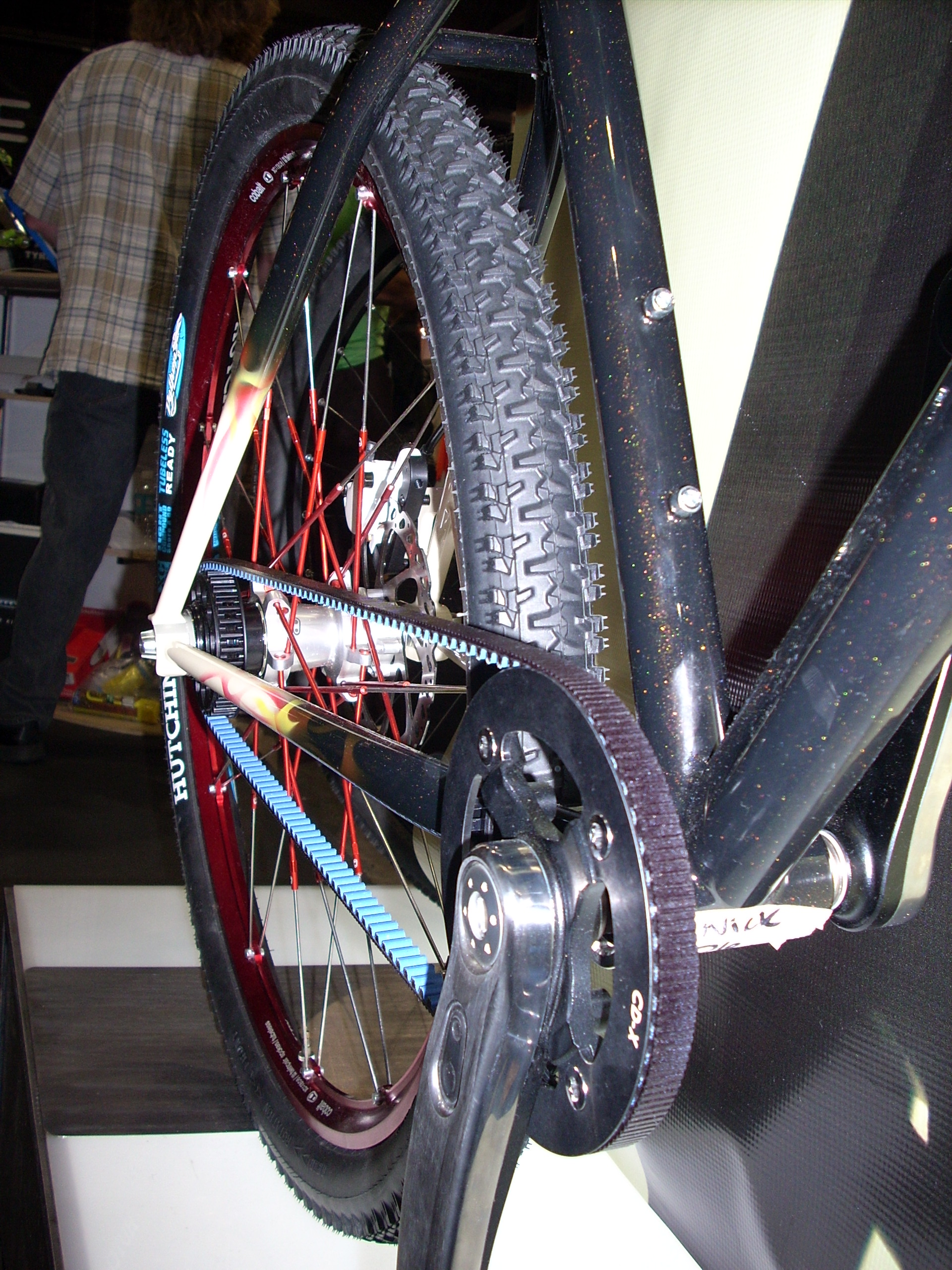
Transmisión por correa

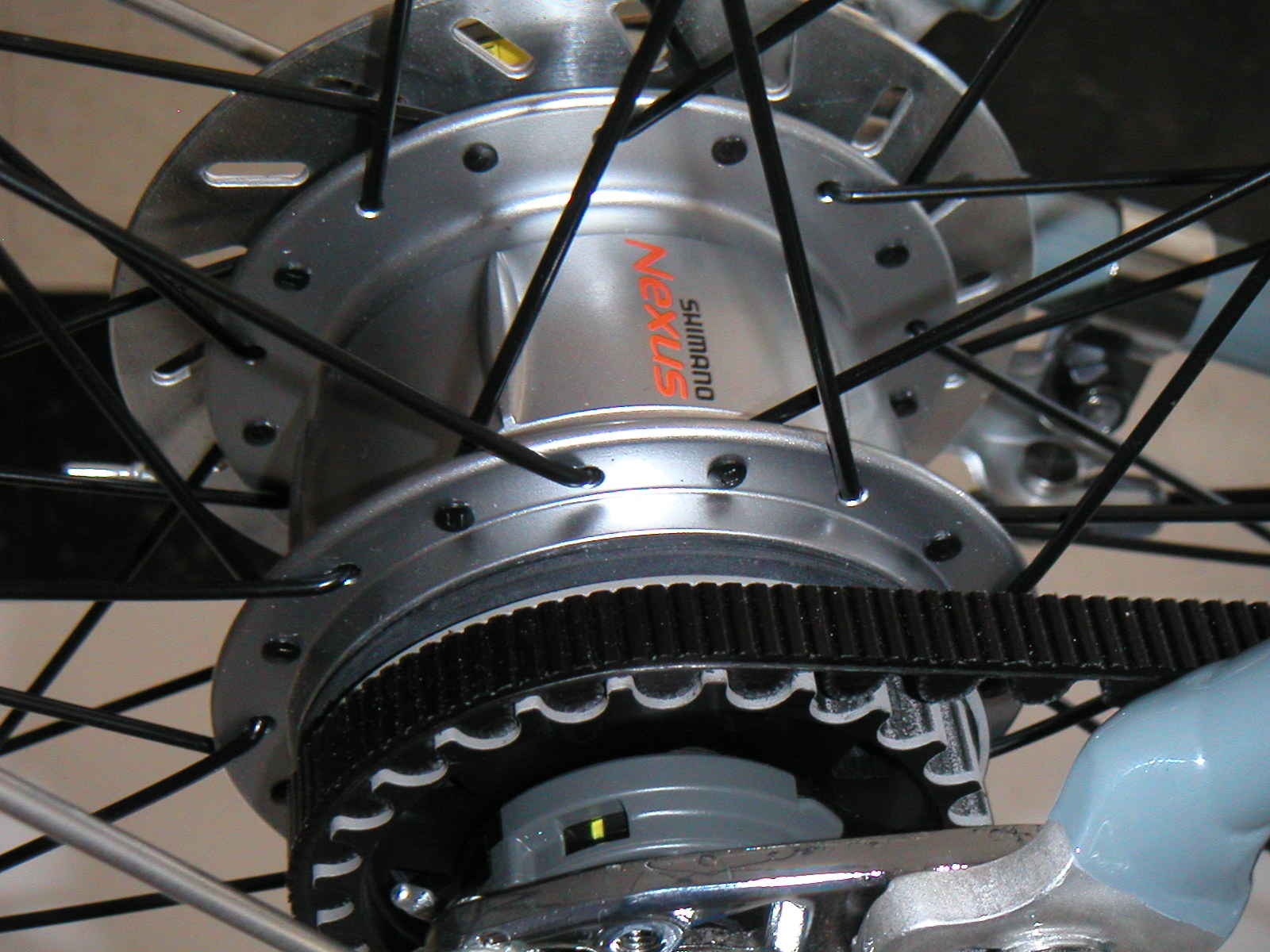
Cubo trasero multi-velocidad con engranajes internos y transmisión por correa en la Trek Soho

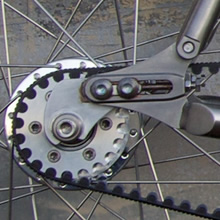
Engranaje de transmisión por correa dentada

Una bicicleta con transmisión por correa es una bicicleta sin cadena que utiliza una correa dentada síncrona para transmitir la potencia de los pedales a la rueda. Las correas son típicamente hechas por las mismas compañías fabricantes que producen correas dentadas para automóviles, maquinaria y otras aplicaciones de transmisión por correa síncrona.
La aplicación de transmisiones por correa a las bicicletas está creciendo, especialmente en el mercado de las bicicletas suburbanas, debido a los beneficios de bajo mantenimiento y que no requieren lubricación. Las transmisiones por correa también están disponibles para bicicletas estacionarias y fitness.

## Beneficios
- Los correas no se oxidan.
- No se requiere lubricación.
  - Limpieza por falta de lubricación.
  - Poco o nada de mantenimiento.
- Funcionamiento más suave.[1]
- Más silencioso que una cadena.[2]
- Mayor duración que las cadenas de bicicletas metálicas.[3]
- Algunos sistemas de correas son más ligeros que los sistemas convencionales accionados por cadena.[3]

## Desventajas
- Los desviadores no se pueden utilizar, por lo que se emplea un cubo de engranaje interno si se requieren relaciones de transmisión múltiples.
- La correa no se puede desmontar como una cadena, por lo que el cuadro debe tener una abertura en el triángulo trasero o un estay de cadena elevado.
- Las correas tienen una limitada variedad de longitudes, las cuales deben acomodarse al diseño del marco.
- Las bicicletas impulsadas por correa y sus repuestos son más escasas que las bicicletas con cadena convencional.
- Las poleas delanteras y traseras o las ruedas dentadas deben estar bien alineadas para evitar la fricción y el desgaste excesivos. Una cadena es más flexible en este sentido.[4]
- En comparación con una cadena, las correas suelen funcionar con una tensión mucho mayor. Esto se hace para evitar que la correa se salte durante el uso. Sin embargo, las altas tensiones de la correa pueden reducir la vida útil de los rodamientos en el soporte del pedalier, así como en el cubo trasero.
- Las poleas de primera generación con guías dobles tuvieron problemas al compactar la nieve y quedar retenida en la polea (hasta la inoperabilidad total en algunos casos). La segunda generación (una guía, lado rueda) y la tercera generación (guía central) mejoran el diseño.

## Historia
Una transmisión por correa para una bicicleta fue patentada en los Estados Unidos el 8 de abril de 1890 por Charles D. Rice, Patente # 425,390. No se han encontrado pruebas de que se haya utilizado nunca, pero algunas motocicletas utilizaron correas de cuero a principios de 1900. La bicicleta de paseo por correa de Bridgestone Picnica se introdujo a principios de la década de 1980. Utilizaba una transmisión por correa dentada como las correas dentadas automáticas y las correas de transmisión Harley-Davidson, junto con un novedoso plato de dos piezas que aumentaba la tensión de la correa con una carga incrementada. La Picnica era una bicicleta plegable, y parte del atractivo de la transmisión por correa era la limpieza. La Picnica era una bicicleta de ruedas pequeñas, por lo que la tensión de la correa puede haber sido menor que en una bicicleta con ruedas de tamaño estándar. Aparentemente tuvo éxito, pero se ofreció principalmente en Japón.
Bridgestone ofreció bicicletas con transmisión por correa en los EE. UU. hasta que abandonaron el mercado en 1994. Desde su innovación, han ofrecido continuamente bicicletas con transmisión por correa en Japón, incluyendo su modelo Albelt más vendido.
En 1984 y 1985, Mark Sanders, un diseñador que se había licenciado en ingeniería mecánica por el Imperial College London, diseñó una bicicleta plegable como parte de sus estudios de postgrado en un programa de Ingeniería de Diseño Industrial (IDE). El programa fue dirigido conjuntamente por el Imperial College y el Royal College of Art de Londres. Colaboró con un ingeniero de diseño de Gates Corporation para equipar su bicicleta con una correa, en lugar de una cadena.
Cuando finalizó su proyecto, Sanders eligió al empresario y exgerente de Greg Norman James Marshall y a un fabricante de Glasgow para convertir su galardonado diseño en un producto. El fabricante acuñó el nombre STRiDA, y en 1987 la bicicleta comenzó a rodar fuera de la línea de producción. En 2002, la producción se trasladó al fabricante taiwanés Ming Cycle con el fin de satisfacer la creciente demanda, y a partir de 2007, Ming Cycle pasó a ser propietario de la marca STRiDA y de los derechos de propiedad intelectual.
Las bicicletas iXi, distribuidas en los Estados Unidos por Delta Cycle Corporation, siguieron en 2004 con un diseño compacto que, como STRiDA, presentaba una transmisión por correa. Otros fabricantes de bicicletas plegables que han implementado una transmisión por correa son la empresa estadounidense Bike Friday y la holandesa Bernds.
En 2007, Gates Corporation desarrolló un sistema de correa y rueda dentada síncrona de módulo alto llamado Carbon Drive System. El ajuste del paso de la correa permitió reducir los requerimientos de tensión para ayudar a evitar que se salte. Las ruedas dentadas ligeras y con patente en trámite tienen orificios para el lodo, aberturas debajo de cada diente, que funcionan para eliminar los residuos.
En 2009, un número creciente de compañías de bicicletas, incluyendo Trek y f8 Cycles, ofrecieron bicicletas con correa. Mientras que los constructores se centraron inicialmente en velocidad única y cubos internos, a principios de 2009 f8 usó un engranaje fijo compatible con Gates diseñado por Phil Wood & Co., que ofrecía una bicicleta de engranaje fijo impulsada por correa.
En 2009, Wayne Lumpkin, propietario de Spot Brand y más conocido como el fundador de Avid, diseñó un sistema de correas llamado CenterTrack. En 2010, Gates Corporation adquirió una patente de Lumpkin para CenterTrack, un nuevo diseño de correa y polea que mejora el diseño inicial del Carbon Drive System. CenterTrack es más tolerante a la desalineación que sus predecesores. También es más ligera, un 20% más resistente gracias a una correa más ancha, pero tiene poleas más estrechas, lo que facilita el embalaje con la última generación de cubos internos.
En 2010, Daimler presentó la Smart eBike, una bicicleta híbrida eléctrica con sistema de correas dentadas de carbono de Gates. El eBike no produce emisiones y está diseñada para una conducción limpia y sin grasa. Otras marcas notables de eBike son Grace y Pi-Mobility.
Las posibilidades para las bicicletas con correa se incrementan a medida que los fabricantes de cubos de engranajes internos (reductores en el interior del cubo trasero, que permiten a los ciclistas de bicicletas con correa desplazarse con facilidad) innovan constantemente e introducen nuevos diseños como el Shimano Alfine 11 y el NuVinci de Fallbrook Technologies. Otros fabricantes importantes de cubos de engranajes internos son SRAM, Sturmey-Archer y Rohloff.
Otra opción para proporcionar engranajes es utilizar una caja de engranajes montada en el cuadro como el Pinion P1.18.

## Fabricantes
Fabricantes notables de bicicletas con correa o transmisiones por correa son:
- Avanti
- BMC Switzerland
- Bridgestone
- Canyon
- Co-Motion Cycles
- Continental AG
- Cycle Union
- Daimler[10]
- Diamant
- Focus Bikes
- Gates Corporation
- Ikea - Sladda[11]
- Kalkhoff
- Priority Bicycles
- Raleigh
- Riese & Müller
- Scott
- Specialized
- Strida
- Trek Bicycle Company